# Coupe de Belgique de cyclisme sur route 2016
Navigation
Coupe de Belgique 2017
La Coupe de Belgique de cyclisme sur route 2016, officiellement nommée la Napoleon Games Cycling Cup 2016, est la 1re édition de la Coupe de Belgique de cyclisme sur route. Elle débute le 2 mars avec Le Samyn et se termine le 11 novembre avec le Prix national de clôture. Pour cette première édition, dix épreuves sont retenues.
La Coupe est remportée par le Belge Timothy Dupont devant Dylan Groenewegen et Dries De Bondt.

## Attribution des points
Sur chaque course, les 20 premiers coureurs marquent des points et le coureur marquant le plus de points au total est considéré comme le vainqueur de la Coupe de Belgique. classifications distinctes sont tenues pour le meilleur jeune et la meilleure équipe.
Sur chaque épreuve, les points sont attribués avec le barème suivant :
| Position | 1   | 2  | 3  | 4  | 5  | 6  | 7  | 8  | 9  | 10 | 11 | 12 | 13 | 14 | 15 | 16 | 17 | 18 | 19 | 20 |
| Points   | 100 | 85 | 72 | 60 | 50 | 45 | 40 | 35 | 30 | 25 | 20 | 18 | 16 | 14 | 12 | 10 | 8  | 6  | 4  | 2  |

Sur chaque épreuve, les dix meilleurs jeunes coureurs (moins de 23 ans) reçoivent des points avec le barème suivant :
| Position | 1   | 2  | 3  | 4  | 5  | 6  | 7  | 8  | 9  | 10 |
| Points   | 100 | 85 | 72 | 60 | 50 | 45 | 40 | 35 | 30 | 25 |

Lors de chaque course, on additionne les places des trois premiers coureurs de chaque équipe. L'équipe avec le total le plus faible reçoit 12 points au classement des équipes, la deuxième équipe en reçoit neuf, la troisième équipe en reçoit huit et ainsi de suite jusqu'à la dixième équipe qui marque un point.
| Position | 1  | 2 | 3 | 4 | 5 | 6 | 7 | 8 | 9 | 10 |
| Points   | 12 | 9 | 8 | 7 | 6 | 5 | 4 | 3 | 2 | 1  |

## Résultats
| Date         | Course                   | Vainqueur         | Équipe              | Leader du classement individuel | Leader du classement par équipes |
| 2 mars       | Le Samyn                 | Niki Terpstra     | Etixx-Quick Step    | Niki Terpstra                   | Lotto NL-Jumbo                   |
| 18 mars      | Handzame Classic         | Erik Baška        | Tinkoff             | Niki Terpstra                   | Lotto NL-Jumbo                   |
| 4 juin       | Heistse Pijl             | Dylan Groenewegen | Lotto NL-Jumbo      | Dylan Groenewegen               | Lotto NL-Jumbo                   |
| 22 juin      | Halle-Ingooigem          | Dries De Bondt    | Verandas Willems    | Dylan Groenewegen               | Etixx-Quick Step                 |
| 5 août       | À travers le Hageland    | Niki Terpstra     | Etixx-Quick Step    | Niki Terpstra                   | Etixx-Quick Step                 |
| 21 août      | Grand Prix Jef Scherens  | Dimitri Claeys    | Wanty-Groupe Gobert | Niki Terpstra                   | Lotto-Soudal                     |
| 16 septembre | Championnat des Flandres | Timothy Dupont    | Verandas Willems    | Dries De Bondt                  | Wanty-Groupe Gobert              |
| 2 octobre    | Eurométropole Tour       | Dylan Groenewegen | Lotto NL-Jumbo      | Dylan Groenewegen               | Lotto NL-Jumbo                   |
| 4 octobre    | Binche-Chimay-Binche     | Arnaud Démare     | FDJ                 | Dylan Groenewegen               | Lotto-Soudal                     |
| 11 octobre   | Prix national de clôture | Roy Jans          | Wanty-Groupe Gobert | Timothy Dupont                  | Lotto-Soudal                     |

## Classements

### Classement individuel
| Pos. | Coureur           | Équipe                      | Points |
| ---- | ----------------- | --------------------------- | ------ |
| 1    | Timothy Dupont    | Verandas Willems            | 373    |
| 2    | Dylan Groenewegen | Lotto NL-Jumbo              | 330    |
| 3    | Dries De Bondt    | Verandas Willems            | 264    |
| 4    | Amaury Capiot     | Topsport Vlaanderen-Baloise | 248    |
| 5    | Florian Sénéchal  | Cofidis                     | 244    |

### Classement individuel des jeunes
| Pos. | Coureur          | Équipe                           | Points |
| ---- | ---------------- | -------------------------------- | ------ |
| 1    | Fernando Gaviria | Etixx-Quick Step                 | 378    |
| 2    | Nils Politt      | Katusha                          | 225    |
| 3    | Arjen Livyns     | Verandas Willems                 | 213    |
| 4    | Jimmy Duquennoy  | Wallonie Bruxelles-Group Protect | 194    |
| 5    | Tiesj Benoot     | Lotto-Soudal                     | 185    |

### Classement par équipes
| Pos. | Équipe              | Points |
| ---- | ------------------- | ------ |
| 1    | Lotto-Soudal        | 69     |
| 2    | Lotto NL-Jumbo      | 58     |
| 3    | Wanty-Groupe Gobert | 50     |
| 4    | Etixx-Quick Step    | 46     |
| 5    | Verandas Willems    | 39     |